# Massakory
Massakory (arabisch ماساكوري, DMG Māsākūrī) ist eine Stadt im Westen des Tschad, sie ist die Hauptstadt der Provinz Hadjer-Lamis und des Départements Dagana. Massakory liegt auf einer Höhe von etwa 290 m über dem Meeresspiegel.

## Geographie

### Lage und Verkehrsanbindung
Massakory liegt in einer weiten Ebene etwa 110 Kilometer östlich des Tschadsees und 150 Straßenkilometer nordöstlich von N’Djamena, der Hauptstadt des Tschad. Die Straße von N’Djamena über Massaguet nach Massakory und weiter nach Norden bis Ngouri ist asphaltiert. Die Straßen nach Osten (in Richtung Ngoura) und Norden (in Richtung Moussoro) sind dagegen nicht asphaltiert.

### Geologie
Der Untergrund besteht aus pleistozänen Sedimenten.

## Klima und Vegetation
Massakory liegt im Bereich der Grenze zwischen dem Wüstenklima der Sahara und dem heißen Steppenklima der Sahelzone. Die geringen Niederschläge bleiben bei regelmäßigen Dürren aus, in manchen Jahren dagegen gibt es auch Überschwemmungen. Durch die Lage in einer Senke und durch das Fehlen von Abwasserkanälen, die Niederschlagswasser auffangen könnten, kommt es bei Starkregen zu starken Schäden. Die Vegetation in der Region ist spärlich.

## Bevölkerung
Beim Zensus 2009 wurden 27.954 Einwohner gezählt, im Jahr 1993 hatte sie noch 11.344 Einwohner betragen. Unterernährung, fehlender Zugang zu Trinkwasser und mangelhafte Gesundheitsversorgung sind Herausforderungen in Massakory.

## Geschichte und Infrastruktur
Die Stadt wurde am 20. Oktober 1901 gegründet. Erwerbszweige der Region sind Landwirtschaft, Viehzucht, Handel, Kunsthandwerk und die Verarbeitung landwirtschaftlicher Produkte.
Seit Anfang der 2000er Jahre leidet die Region um den Tschadsee und damit auch Massakory unter den Aktivitäten der Terrororganisation Boko Haram. Aktuelle Probleme sind damit die Sicherheitslage, aber auch Konflikte im Zusammenhang mit der Wanderung von Viehhirten mit ihren Herden sowie mangelhafte Schul-, Sanitär- und Weginfrastruktur. Besonders die Versorgung der Bevölkerung mit Trinkwasser ist unzureichend, aber auch die Ressourcen der Verwaltung und der Mangel an Verteidigungs- und Sicherheitskräften.
In Massakory gibt es ein Krankenhaus, das von Ärzte ohne Grenzen betrieben wird. Das Provinzkrankenhaus hat unter anderem eine Kinderstation, eine Abteilung für Augenheilkunde und eine für Frauenheilkunde.